# المناخ (حي)
حي المناخ، هو إحدى التقسيمات الداخلية لمدينة بورسعيد في محافظة بورسعيد، جمهورية مصر العربية.